# Palača Vukasović-Kolović
Palača Vukasović-Kolović je palača u Perastu. Palača je peraškog bratstva kazade Vukasović i obitelji Kolović, afilirane kazadama. Stilski pripada baroku.

## Smještaj
Nalazi se u središnjem istočnom dijelu Perasta, u predjelu zvanom Luka, u četvrtom redu zgrada od obale. Prema moru se ulicom dođe do stare palače Balović (č.z.231)  i palače Visković. Prema jugoistoku je palača Mrsha.
Palača danas služi kao stambeni objekt.